# Gesundheitsreform in Deutschland
Als Gesundheitsreform werden in Deutschland Maßnahmen des Gesetzgebers zur Ausgestaltung des Gesundheitswesens bezeichnet. Ziel solcher Reformen war in neuerer Zeit vor allem die Eindämmung der Kostenentwicklung in der Gesetzlichen Krankenversicherung (beispielsweise durch die Stabilisierung des Beitragssatzes und somit der Lohnnebenkosten durch Einschränkungen von Leistungen, Erhöhung von Zuzahlungen oder durch Änderungen bei der Vergütung der Leistungserbringer). Früher hatten solche Reformen aber oft auch eine Ausweitung der Leistungen oder die Einbeziehung größerer Bevölkerungsgruppen in die Sozialversicherung zur Folge. Die meisten Gesundheitsreformen sollen eine kurzfristige Veränderung der Finanzierung medizinischer Leistungen bewirken. Die Förderung präventiver Ansätze zur Verhinderung krankheitsbedingter Kosten spielte bei den bisherigen Gesundheitsreformen dagegen meist eine geringere Rolle. Der Begriff der Gesundheitsreform wird erst seit dem Inkrafttreten des Gesundheits-Reformgesetzes im Jahr 1989 verwendet, vorher sprach man seit 1977 von Kostendämpfungsgesetzen und dementsprechenden Maßnahmen.

## Geschichte

### Gesundheitsreformen 1976–1983
1976 fand die Absenkung des Beitrages der Rentenkassen zur Krankenversicherung der Rentner von 17 auf 11 % statt. Eine Rentenerhöhung wäre ohne diese Maßnahme im Bundestagswahljahr 1976 nicht möglich gewesen. Der damalige verantwortliche Bundesminister Herbert Ehrenberg (SPD) wurde von der Opposition deshalb der Rentenlüge bezichtigt.
Seit 1977 gab es das Kostendämpfungsgesetz. U. a. gab es nun Arzneimittel-Höchstbeträge und Leistungsbeschränkungen und Bagatell-Medikamente wurden nicht mehr bezahlt. Ebenfalls wurden Zuzahlungen pro Arznei-, Verbands- und Heilmittel eingeführt. Früher hatten die Versicherten eine Gebühr von höchstens 2,50 DM (1,25 Euro) pro Rezept, nun lag diese bei 1 DM (50 Cent) pro Medikament. Die Obergrenze der Eigenbeteiligung bei Zahnersatz von 500 DM (256 Euro) wurde gestrichen. Die Konzertierte Aktion im Gesundheitswesen wurde eingerichtet, wo sich die Beteiligten im Gesundheitswesen auf Maßnahmen zur Kostendämpfung verständigen sollten.
Ab 1982 galt das Kostendämpfungs-Ergänzungsgesetz. Nun zahlte man 1,50 DM (75 Cent) pro Medikament sowie für Heilmittel wie Massagen und Bädern 4 DM (2 Euro) pro Verordnung. Auch für Brillen wurden rund 4 DM (2 Euro) fällig.
1983 trat das Haushaltsbegleitgesetz in Kraft. Laut diesem zahlte man nun 2 DM (1 Euro) pro Medikament, der Tag im Krankenhaus kostete 5 DM (2,50 Euro) pro Tag – höchstens 70 DM (36 Euro). In der Krankenversicherung der Rentner wurden nunmehr die Renten, Versorgungsbezüge und daneben erzieltes Arbeitseinkommen aus selbständiger Erwerbstätigkeit beitragspflichtig. Die Beiträge bei den Renten/Versorgungsbezügen wurde paritätisch von Bezieher und Zahlstelle getragen.

### Die Gesundheitsreform 1989
Bereits in seiner Regierungserklärung kündigte Kohl 1987 eine umfassende Strukturreform im Gesundheitswesen an. Das Gesundheitsreformgesetz „GRG“ wurde im November 1988 vom Bundestag verabschiedet. Mit diesem wurde unter Norbert Blüm (CDU) die gesetzliche Krankenversicherung aus dem 2. Buch der Reichsversicherungsordnung (RVO) ab 1. Januar 1989 in das Fünfte Buch des  Sozialgesetzbuchs (SGB V) übernommen und das Gesetz über die Krankenversicherung der Landwirte bis auf wenige Vorschriften durch das Zweite Gesetz über die Krankenversicherung der Landwirte (KVLG 1989 – BGBl. I S. 2477) abgelöst.
Zu den weiteren Änderungen gehörten die Einführung einer „Negativliste“ für vom Bundesministerium als unwirtschaftlich beurteilte Medikamente, die Einführung von Festbeträgen für Arzneimittel (bei höheren Preisen muss der Patient die Differenz übernehmen) und eine höhere Rezeptgebühr für Arzneimittel. Bei nicht preisgebundenen Präparaten betrug der Aufschlag künftig 3,00 DM statt 2,00 DM. Die Klinik-Zuzahlung wurde verdoppelt. Eine deutliche Selbstbeteiligung (zwischen 40 und 50 % der Kosten) beim Zahnersatz wurde eingeführt.
Auch Arbeiter wurden nun versicherungsfrei, wenn sie die Jahresarbeitsentgeltgrenze, die an die Stelle der bisherigen Jahresarbeitsverdienstgrenze trat, überschritten; zuvor galt das nur für Angestellte. Die Differenzierung zwischen Arbeiter und Angestellten wurde aufgehoben. Dabei wurde die Möglichkeit der freiwilligen Weiterversicherung weitgehend eingeschränkt. Für Arbeiter und Angestellte war ein sogenanntes Solidarmodell vorgesehen, wonach beide Arbeitnehmergruppen nicht das Recht hatten, einer Ersatzkasse beizutreten, als sie mit ihrem Entgelt nicht 3600 DM (1841 Euro) überschritten und nicht mindestens 5 Jahre bei einer Primärkasse versichert waren. Im Leistungsbereich wurden erweiterte Früherkennungsuntersuchungen und Leistungen einer häuslichen Pflegehilfe bei Pflegebedürftigkeit mitaufgenommen. Die Kosten für Zahnersatz wurden nur noch bis 50 % und die einer kieferorthopädischen Behandlung nur in Form einer Kostenerstattung bis maximal 75 % von der Krankenversicherung übernommen und das auch nur, wenn die Behandlung erfolgreich zu Ende geführt wurde. Das Sterbegeld der Krankenversicherung wurde gekürzt.
Zeitgenössisch wurde die Reform stark diskutiert und von vielen Teilen der Bevölkerung abgelehnt. Im Jahr 1988 erklärte die Gesellschaft für Deutsche Sprache „Gesundheitsreform“ zum Wort des Jahres vor Robbensterben und Kälbermast-Skandal.

### Gesundheitsreformen 1993–2002
Es werden Termine der einzelnen Änderungen aufgeführt:
Das 1993 eingeführte Gesundheitsstrukturgesetz, auch bekannt als „Lahnstein-Kompromiss“ zwischen Horst Seehofer (CSU) und Rudolf Dreßler (SPD) umfasste u. a. die freie Wahl der Krankenkasse ab 1997 für alle Versicherten, die Einführung der Budgetierung, erhöhte Zuzahlungen für Medikamente, Zuzahlungen bei Zahnersatz und Heilmitteln sowie für die Krankenhausbehandlung erhöht. Die Beträge für Medikamente wurden nach Packungsgröße gestaffelt.
Ab 1996 galt das Beitragsentlastungsgesetz. Unter anderem beinhaltete es die Streichung des Zuschusses zum Zahnersatz für Versicherte, die nach dem 31. Dezember 1978 geboren sind (galt bis 1998), keine Erstattung mehr zu Brillengestellen, erhöhte Zuzahlungen für Arzneimittel, Leistungskürzungen und Zuzahlungserhöhungen bei Kuren und die Absenkung des Krankengeldes.
Seit 1997 gab es die GKV-Neuordnungsgesetze unter Horst Seehofer (CSU). Sie enthielten unter anderem weiter erhöhte Zuzahlungen für Arzneien und Heilmittel zwischen 4,50 und 6,50 Euro. Ein Krankenhaustag kostete nun 7 Euro, Rehabilitationen täglich bis zu 12,50 Euro und zusätzlich sollten nur Mitglieder gesetzlicher Krankenkassen (ohne Bayern) jährlich ein Krankenhaus-Notopfer zahlen. Zudem wurde der Kassenzuschuss für Zahnersatz bei allen ab 1979 Geborenen bis auf Ausnahmen gestrichen und es gab erhöhte Eigenbeteiligung bei Fahrkosten.
1999 wurde das GKV-Solidaritätsstärkungsgesetz (SPD-Grüne) eingeführt. Es regelte u. a. die Wiedereinführung der Budgets für Arzthonorare, Krankenhäuser, Arznei- und Heilmittelbudgets. Auch die nach 1978 Geborenen hatten wieder Anspruch auf Versorgung mit Zahnersatz. Die Zuzahlungen für Medikamente und Heilmittel wurden gesenkt.
Ab 2000 galt die GKV-Gesundheitsreform mit einer Budgetverschärfung für Arzthonorare, Arzneien und Krankenhäuser sowie Regress bei Überschreitung des Budgets.
2001 trat das Gesetz zur Ablösung des Arznei- und Heilmittelbudgets (Arzneimittelbudget-Ablösungsgesetz – ABAG) in Kraft.
2002 wurde das Beitragssatzsicherungsgesetz „BSSichG“ unter Ulla Schmidt (SPD) eingeführt. Es umfasst u. a. die Kürzung des Sterbegeldes sowie eine weitere Verschärfung der Budgets für Arzthonorare und Krankenhäuser.
Ebenfalls seit 2002 gibt es das Gesetz zur Begrenzung der Arzneimittelausgaben der gesetzlichen Krankenversicherung (Arzneimittelausgaben-Begrenzungsgesetz – AABG).

### Die Gesundheitsreform 2004
Im Zuge der Umsetzung der Agenda 2010 einigten sich Regierung und Opposition (SPD/Die Grünen und CDU/CSU, FDP) im Sommer 2003 auf das „Gesetz zur Modernisierung der Gesetzlichen Krankenversicherung“ (abgekürzt GKV-Modernisierungsgesetz, GMG).
Eine fühlbare Veränderung, die mit dem Gesetz zur Modernisierung der gesetzlichen Krankenversicherung unter Ulla Schmidt (SPD) ab dem 1. Januar 2004 wirksam wurden, ist neben der Streichung des Entbindungs- und Sterbegeldes die Einführung einer Eigenbeteiligung der Patienten: 10 Euro Praxisgebühr pro Quartal, 10 % Zuzahlung bei Arznei- und Hilfsmitteln – mindestens fünf und höchstens zehn Euro, 10 Euro pro Krankenhaustag begrenzt auf 28 Tage. Nicht verschreibungspflichtige Arzneimittel, Fahrkosten (zu ambulanten Behandlungen) und Brillen müssen komplett vom Patienten getragen werden, Entbindungs- und Sterbegeld werden gestrichen. Die Belastungsobergrenze für Zuzahlungen beträgt seitdem 2 % (für chronisch Kranke 1 %) des jährlichen Bruttoeinkommens.
Für den Zahnersatz war zunächst eine Regelung geplant, nach der ab 1. Januar 2005 allein von den Versicherten ein zusätzlicher einkommensunabhängiger Beitrag erhoben werden sollte. Ab 2006 sollte das Krankengeld ebenfalls ohne Arbeitgeberbeteiligung finanziert werden. Am 1. Oktober 2004 beschloss der Bundestag mit den Stimmen der rot-grünen Koalition, dass der Beitrag der gesetzlichen Krankenversicherung ab Juli 2005 zunächst um je 0,45 % für Arbeitgeber und Arbeitnehmer gesenkt wird, aber gleichzeitig die Arbeitnehmer einen Sonderbeitrag von 0,9 % zahlen müssen. Die Parität der Beitragszahlung wurde damit aufgehoben.
Ziel der Reform war, in den nächsten Jahren den Durchschnittsbeitrag der Gesetzlichen Krankenversicherung auf etwa 13 % des Einkommens zurückzuführen (am 1. Juli 2003 lag er bei 14,4 %), um die Lohnnebenkosten zu senken. Neben den auf finanzielle Entlastung der Arbeitgeber zielenden Elementen sind Ansätze zu strukturellen Veränderungen erkennbar. Sowohl das Dualitätsprinzip (Aufteilung der Sozialbeiträge auf Arbeitnehmer und Arbeitgeber) als auch das Solidaritätsprinzip (wirtschaftlich Stärkere und Gesunde zahlen mehr als wirtschaftlich Schwächere und Kranke) werden geschwächt.

### Die Gesundheitsreform 2007

#### Koalitionsvertrag
Im Koalitionsvertrag zwischen CDU, CSU und SPD vom 11. November 2005 einigten sich die Koalitionsparteien auf eine Reform der Krankenversicherung, die den steigenden Kosten der Gesundheitsversorgung durch medizinischen Fortschritt und demografischen Wandel Rechnung tragen solle. Dabei galt es, einen Kompromiss zwischen den im Wahlkampf zur Bundestagswahl 2005 formulierten Modellen der Gesundheitsprämie der Unionsparteien und dem der Solidarischen Bürgerversicherung der SPD zu formulieren.
Demnach werde „für den Bereich der gesetzlichen Krankenversicherung 2006 ein umfassendes Zukunftskonzept entwickelt, das auch darauf angelegt ist, die Beiträge zu gesetzlichen Krankenversicherung mindestens stabil zu halten und möglichst zu senken.“ Im Einzelnen einigten sich die Parteien darauf, dass das Gesundheitssystem in Bezug auf das Zusammenwirken von privaten Krankenversicherungen und öffentlichen Krankenkassen eine verstärkt wettbewerbliche Ausrichtung erhalten solle.
Der sogenannte Gesundheitsgipfel am 29. März 2006, an dem Spitzenpolitiker der Koalitionsparteien, darunter Angela Merkel, Edmund Stoiber, Volker Kauder, Peter Ramsauer, Franz Müntefering, Peter Struck und Hubertus Heil teilnahmen, wurde ohne konkrete Ergebnisse vertagt. Eine Kompromissfindung wurde von SPD und CDU im Vorfeld der Verhandlungen als essentiell für den Fortbestand der Koalition gewertet. Bundesgesundheitsministerin Ulla Schmidt war bei den Gesprächen nicht anwesend, der damalige SPD-Parteivorsitzende Matthias Platzeck fehlte aufgrund eines Hörsturzes.

#### Eckpunkte zur Gesundheitsreform
Am 3. Juli 2006 einigten sich die Parteispitzen von CDU, CSU und SPD auf die Eckpunkte zur Gesundheitsreform.
Die Pläne der Bundesregierung zur Gesundheitsreform 2007 lassen sich wie folgt zusammenfassen:
Die Krankenkassen erhöhen ihre lohnbezogenen Beitragssätze 2007 um ca. 0,5 Prozentpunkte, was voraussichtlich Mehreinnahmen von ca. 5 Mrd. Euro einbringen wird. Die Erhöhung trifft Arbeitnehmer und Arbeitgeber jeweils zur Hälfte. Der Beitragssatz erreicht damit im Durchschnitt der Krankenkassen 14,7 % des Bruttolohns. Davon werden 6,9 Prozentpunkte vom Arbeitgeber gezahlt, der Arbeitnehmerbeitrag enthält weiterhin den 2005 eingeführten Sonderbeitrag von 0,9 % und wird daher im Durchschnitt 7,8 Prozentpunkte betragen. (Der Gesetzgeber wollte damals mit diesem Sonderbeitrag die Arbeitgeber von Lohnnebenkosten entlasten und versprach sich dadurch einen Anreiz zur Schaffung von Arbeitsplätzen.) Die ursprüngliche Aussage, der Sonderbeitrag solle das persönliche Lebensrisiko jedes Einzelnen für Zahnersatz und Krankengeld abdecken, wurde schnell wieder fallen gelassen. Denn mit diesem Argument hätte man alle Rentner, die ja keinen Anspruch mehr auf Krankengeld haben, zumindest von einem Anteil des Sonderbeitrages befreien müssen.
Der steuerfinanzierte Zuschuss zur Krankenversicherung, der 2007 um 2,7 Mrd. Euro auf 1,5 Mrd. Euro gesenkt wird und der laut Koalitionsvertrag ab 2008 entfallen sollte, wird nun doch beibehalten. 1,5 Mrd. Euro sind für 2008 und 3 Mrd. Euro für 2009 vorgesehen. Langfristig soll der Steuerzuschuss weiter steigen. Durch ihn soll künftig die beitragsfreie Mitversicherung der Kinder in der gesetzlichen Krankenversicherung finanziert werden.
Die lohnbezogenen Beiträge der Arbeitgeber und Arbeitnehmer und der Zuschuss aus Steuermitteln sollen in Zukunft über einen Gesundheitsfonds unter den Krankenkassen verteilt werden. Dazu kommt ein ergänzender Kassenindividueller Zusatzbeitrag, den die Krankenkassen von ihren jeweiligen Versicherten direkt erheben können. Dabei wird ihnen freigestellt, diesen Zusatzbeitrag prozentual zum Einkommen oder als Kopfpauschale zu erheben. Der Zusatzbeitrag bleibt auf maximal 1 % des Einkommens begrenzt. Kassen, die weniger ausgeben als sie Mittel aus dem Gesundheitsfonds erhalten, können ihren Mitgliedern stattdessen auch Beiträge erstatten.
Die derzeitige Begrenzung der Ärztevergütung auf ein festes Gesamtbudget wird aufgehoben. Stattdessen wird die Vergütung umgestellt auf Pauschalen je Leistung, je behandelte Krankheit oder je Patient, die in einer bundeseinheitlichen Euro-Gebührenordnung festgelegt werden. Schwerpunkt soll die Vergütung für Komplexe zusammengehörender Leistungen werden. Bei Überschreitungen bestimmter Leistungsmengen wird dabei ein Arzt nur noch stufenweise niedrigere (abgestaffelte) Preise berechnen dürfen.
Die Apotheken müssen einen höheren Rabatt (2,30 Euro) als bisher (2,00 Euro) pro verschreibungspflichtiges Medikament an die gesetzlichen Krankenkassen zahlen. Dies entspricht einer Einsparung von rund 180 Millionen Euro jährlich.
In der privaten Krankenversicherung (PKV) sollen Versicherte bei einem Wechsel der Versicherung in Zukunft die Altersrückstellungen, die bei der bisherigen Versicherung für sie gebildet wurden, zur neuen Versicherung bis zu dem Umfang mitnehmen können, den sie angesammelt hätten, wenn sie im Basistarif versichert gewesen wären. Bisher verlieren die Versicherten diese aus ihren Beiträgen in der PKV aufgebauten Kapitalbestände, wenn sie in eine andere Versicherung wechseln.
Grundsatz: „Ambulant statt stationär“
Eine Pflichtversicherung aller Bundesbürger wird vereinbart. Danach müssen neben den gesetzlichen Krankenversicherungen auch die privaten Krankenversicherungen einen einheitlichen Basistarif mit einem Mindestmaß an Leistungen anbieten. Die Ablehnung eines Antrages auf Aufnahme in den Basistarif kann nicht infolge einer gesundheitlichen Risikoprüfung erfolgen.
Die Steuerfinanzierung des Fonds wird kritisiert, weil die Kosten im Gesundheitswesen an Transparenz verlieren und vor allem weil sich die Lobby der Einkommensstärkeren gegen die Ausweitung der Solidarität auf ihr volles Einkommen für Krankenversicherungszwecke wehrt. Möglicherweise rechtswidrig sei, dass privat Versicherte wie bisher die Beiträge für sich selbst und für jedes eigene Kind voll bezahlen müssen, zusätzlich aber über die Steuer in weitere Versicherungen einzahlen, aus denen keine Leistungen erfolgen. Kritisiert wird auch, dass der Fonds selbst neue Kosten für seine Verwaltung erzeugt. Siehe dazu auch Gesundheitsfonds.

#### Einigung im Koalitionsausschuss am 5. Oktober 2006
Nach monatelangen Diskussionen der Expertengruppen und im Koalitionsausschuss einigte sich die Große Koalition auf folgende Modifikationen der Eckpunkte:
Der neue Gesundheitsfonds soll erst ab 2009 eingeführt werden.
Sofern die Einnahmen der Krankenversicherung aus dem Gesundheitsfonds nicht ausreichen sollten, erhalten die Krankenkassen die Möglichkeit, einen Zusatzbeitrag zu erheben. Dabei soll eine Überforderungsklausel gelten, nach der der Zusatzbeitrag ein Prozent des Haushaltseinkommens nicht übersteigen soll. Der Kompromiss sieht aber auch vor, dass zusätzliche Beiträge bis zu acht Euro monatlich auch 'ohne' Einkommensprüfung erhoben werden können.
Viele Medienvertreter sehen in der Verschiebung auf 2009 – ganz nah an der nächsten Bundestagswahl – ein Indiz dafür, dass die Idee Gesundheitsfonds nur geringe Überlebenschancen hat.
Der Koalitionsausschuss einigte sich noch in weiteren Punkten:
Allen Bürgern, die zurzeit keinen Versicherungsschutz haben, muss die Rückkehr in eine Krankenversicherung ermöglicht werden. Statt sieben Spitzenverbänden der GKV wird es in Zukunft nur noch einen geben. Die gesetzlichen Versicherungen bekommen mehr Freiheiten in der Vertragsgestaltung mit den Leistungserbringern und die Ausgaben für die Krankenhausversorgung sollen weiter begrenzt werden. Einige Ministerpräsidenten haben dazu deutliche Vorbehalte formuliert.

#### Verabschiedung der Gesundheitsreform 2007
Am 2. Februar 2007 wurde die Gesundheitsreform (GKV-Wettbewerbsstärkungsgesetz) in Berlin im Deutschen Bundestag verabschiedet.
Mit 378 Ja-Stimmen hat der Bundestag der umstrittenen Gesundheitsreform zugestimmt. Die Opposition stimmte geschlossen dagegen, mit ihr auch 23 Abgeordnete von CDU/CSU und 20 Abgeordnete der SPD-Fraktion. Am 16. Februar gab der Bundesrat seine Zustimmung. Am 26. März wurde das Gesetz durch Bundespräsident Horst Köhler unterzeichnet. Die neue Gesundheitsversicherung trat im Wesentlichen am 1. April 2007 in Kraft.

#### Inhalte der Gesundheitsreform 2007
Die Gesundheitsreform beinhaltete die erstmalige Pflicht der Bürger, eine Krankenversicherung abzuschließen, sofern keine andere Absicherung im Krankheitsfall besteht (ab 1. Januar 2009 bzw. 1. April 2007). Sie war eine Reform der Versorgungsstruktur und der Kassenorganisation mit der Einführung eines Rechtsanspruches auf Rehabilitation zu Lasten der gesetzlichen Krankenversicherung, der Einführung eines Rechtsanspruches auf häusliche Krankenpflege in Wohngemeinschaften und ähnlichen neuen Wohnformen, Verbesserung der Palliativversorgung und Öffnung der Krankenhäuser für die ambulante Behandlung von Menschen, die an schweren oder seltenen Krankheiten leiden. Impfungen und Kuren werden Pflichtleistungen der gesetzlichen Krankenkassen. Ebenso beinhaltet sie die Einführung einer Kosten-Nutzen-Bewertung für Arzneimittel durch das Institut für Qualität und Wirtschaftlichkeit im Gesundheitswesen, die Einführung des Erfordernisses einer Zweitmeinung für die Verordnung von speziellen, hochinnovativen Arzneimitteln und die Einführung von Wahltarifen.
Die Reform beinhaltet die Schaffung eines Spitzenverbandes Bund zur Ablösung der bisher sieben Spitzenverbände, die jedoch faktisch weiter existieren in Form von Gesellschaften bürgerlichen Rechts (GbR), die Ermöglichung von kassenartenübergreifenden Fusionen sowie die Einführung erweiterter Möglichkeiten für die Krankenkassen, mit den Herstellern von Arzneimitteln günstigere Preise zu vereinbaren (Rabattverträge). Ebenfalls umfasst sie die Einführung des „Ruhens des Leistungsanspruches“ bei Nichtzahlung der Beiträge; lediglich bei akuten Erkrankungen tritt dann die Krankenkasse noch ein; erstreckt sich jedoch nicht auf die familienversicherten Angehörigen.
Die Reform der privaten Krankenversicherung bedeutet, Versicherte in der privaten Krankenversicherung können ab 1. Januar 2009 ihre Alterungsrückstellungen bei einem Wechsel innerhalb der PKV bis zu dem Umfang mitnehmen, den sie angesammelt hätten, wenn sie im Basistarif versichert gewesen wären. Die Reform der Finanzierungsordnung bedeutet, dass mit Einführung des Gesundheitsfonds ein einheitlicher Beitragssatz ab 1. Januar 2009 in der GKV (zunächst 15,5 %, während der Wirtschaftskrise 2009 14,9 % und ab 2011 wiederum 15,5 %), wobei gut wirtschaftende Krankenkassen Prämienrückzahlungen vornehmen und schlecht wirtschaftende Zusatzbeiträge erheben können. Kritik an der Darstellung des BMG: Sollte sich der Risikostrukturausgleich zwischen den Kassen mit überwiegend armen, kranken und alten und denen mit überwiegend wohlhabenderen, jüngeren und gesünderen Patienten als nicht ausreichend herausstellen, hat der Zusatzbeitrag allerdings wenig damit zu tun, ob die Kasse gut wirtschaftet, sondern einzig und allein, über welche Versichertenstruktur sie verfügt. Im nicht zu unterschätzenden Kontext dazu steht die neu geschaffene Insolvenzmöglichkeit der gesetzlichen Krankenkassen.

### Die Gesundheitsreform 2011

#### Krankenkassenbeiträge und Zusatzbeiträge
Im Rahmen der im November 2010 verabschiedeten Gesundheitsreform wurde am 1. Januar 2011 der allgemeine (ermäßigte) Krankenkassenbeitrag der gesetzlichen Krankenversicherung von 14,9 % (14,3 %) auf seinen alten Stand von 15,5 % (14,9 %) angehoben. Zuvor war er aufgrund der Finanzkrise 2007 als Teil des Konjunkturpakets II um 0,6 % gesenkt worden, finanziert mit Steuerzuschüssen aus den Bundeshaushalt. Der Anteil der Arbeitgeber am Beitragssatz von 15,5 % betrug 7,3 % und wurde bei diesem Stand eingefroren.
Künftige Kostensteigerungen sollten von den Versicherten über kassenindividuelle Zusatzbeiträge ausgeglichen werden. Dies begründete der damalige Gesundheitsminister Philipp Rösler damit, dass in Zukunft steigende Gesundheitskosten nicht mehr automatisch zu einer Erhöhung der Lohnnebenkosten führen sollten. Mit der Gesundheitsreform wurde die Begrenzung der Zusatzbeiträge aufgehoben. Damit Geringverdiener nicht überfordert werden, wurde ein Sozialausgleich eingeführt, wenn der Zusatzbeitrag 2 % des Bruttoeinkommens übersteigt. Vom Zusatzbeitrag ausgenommen wurden Arbeitslosengeld-II-Empfänger, Bezieher von Sozialhilfe, Wehr- und Zivildienstleistende, Studenten, Auszubildende, Minijobber und behinderte Menschen. Für den Fall der Einführung oder Erhöhung von Zusatzbeiträgen erhielten die Versicherten ein Sonderkündigungsrecht.

#### Gesetz zur Neuordnung des Arzneimittelmarktes (AMNOG)
Mit der Reform wurde das Gesetz zur Neuordnung des Arzneimittelmarktes (AMNOG) verabschiedet. Durch die Reform wurden Mittel zur Senkung der Arzneimittelpreise bereitgestellt. Unter anderem setzte darin Rösler als erster Bundesgesundheitsminister die Arzneimittel-Nutzenbewertungsverordnung (auch „frühe Nutzenbewertung“) gegen die Pharmaunternehmen in Deutschland durch. Die Pharmaunternehmen können damit nicht mehr die Preise neuer Arzneimittel frei gestalten und müssen den Zusatznutzen für neue Arzneimittel nachweisen. Sie sind verpflichtet, innerhalb eines Jahres den Preis des Arzneimittels mit der gesetzlichen Krankenversicherung zu vereinbaren. Kommt keine Einigung zustande, entscheidet eine zentrale Schiedsstelle über den Arzneimittelpreis. Das Institut für Qualität und Wirtschaftlichkeit im Gesundheitswesen (IQWiG) und der Gemeinsame Bundesausschuss (G-BA) können in diesem Prozess als unabhängige Instanzen mit der Bewertung des Zusatznutzens von Arzneimitteln beauftragt werden. Ein weiterer wichtiger Punkt ist, dass die Verantwortung für preisgünstige Arzneimittel von den Ärzten wieder stärker auf die Krankenkassen übertragen wurde. Die Krankenkassen haben z. B. mit den Arzneimittel-Rabattverträgen mehr Mittel zur Preisregulierung. Die Bonus-Malus-Regelung wird damit aufgehoben, die Ärzte werden entlastet. Auch die Regelung zur Verordnung besonderer Arzneimittel (Zweitmeinung) wurde abgeschafft.
Mit dem AMNOG wurde zudem verabschiedet, dass das Kartellrecht für die freiwillig abgeschlossenen Verträge von Krankenkassen und Leistungserbringern gilt. Ausgenommen sind kollektivvertragliche Regelungen und solche Verträge, zu deren Abschluss die Kassen oder ihre Verbände verpflichtet sind, wie etwa die Vertragsverpflichtungen für die Heilmittel- und Hilfsmittelversorgung. Diese Änderung sollte die Wettbewerbsbeschränkung durch die Krankenkassen verhindern. Diese schlossen sich in Verbänden zusammen und waren dadurch in einer sehr starken Verhandlungsposition. Die Krankenkassen kritisierten diese Gesetzesänderung und argumentierten, dass schließlich der Versicherte von den Rabattverträgen profitiere. Das Kartellamt beruhigte und stellte klar, dass das AMNOG das praktizierte System der Rabattverträge zuließe, solange die Krankenkassen nicht übertrieben.

#### Private Krankenversicherung
Mit der Gesundheitsreform 2011 wurden die Arzneimittel-Rabatte auch auf die PKV ausgeweitet. Zudem wurde die 2007 eingeführte Drei-Jahres-Frist abgeschafft. Versicherte müssen nicht mehr drei Jahre hintereinander über der Versicherungspflichtgrenze liegen, sondern können schon bei einmaligem Überschreiten in eine PKV wechseln.

#### Hausarztverträge
In der Gesundheitsreform 2011 wurde festgeschrieben, dass Honorarsteigerungen bei Hausärzten künftig nicht stärker steigen dürfen als bei den anderen Ärzten. Die Vergütungen müssen sich zudem mehr am allgemeinen Honorarniveau der ärztlichen Versorgung orientieren. Die bereits abgeschlossenen Hausärzteverträge bleiben davon unberührt. Rösler erklärte dies damit, dass die Bevölkerung es nicht akzeptieren würde, wenn nicht alle Gruppen zur Konsolidierung des Gesundheitshaushalts beitragen. Die Honorare der Hausärzte waren in vorangegangenen Jahren stark gestiegen und 2009 sogar an den Honoraren der Fachärzte vorbeigezogen. Dennoch äußerten Hausärzteverbände im Vorfeld der Reform ihren Unmut über die geplanten Veränderungen. Die Hausärzte drohten Rösler offen mit der Rückgabe der Kassenzulassungen, wenn er nicht von seinen Plänen abließe, und streikten. Das Bundesgesundheitsministerium ging jedoch nicht auf ihre Forderung ein und die Hausärzte gaben am Ende ihren Protest auf, nachdem der Bayerische Hausarztverband keine 60 %-Mehrheit für einen kollektiven Ausstieg aus dem Kassensystem unter seinen Mitgliedern gefunden hatte.

#### Weitere Regelungen
Die Honorarsteigerungen von Vertragsärzten wurden für die Jahre 2011 bis 2012 begrenzt. Die Verwaltungskosten der Krankenkassen wurden für die Jahre 2011 und 2012 auf das Niveau von 2009 eingefroren.
Die schon vereinbarten Ausgaben für die Mehrleistungen der Krankenhäuser werden für das Jahr 2011 um 30 % reduziert. Für den Pharmagroßhandel sinkt ab dem 1. Januar 2012 der Aufschlag auf 70 Cent pro Packung plus 3,15 % vom Herstellerabgabepreis. Im Jahr 2011 muss er stattdessen 0,85 % vom Herstellerabgabepreis als „seinen Einsparbeitrag“ abführen.

#### Kritik an der Gesundheitsreform 2011
Die Maßnahmen der Gesundheitsreform stießen bei Gewerkschaften, Arbeitgebern und Sozialverbänden ebenso auf breite Ablehnung wie in der Opposition. Der DGB sprach von einer „Kampfansage an die Bürger“. Vielfach wurde kritisiert, dass die Erhöhung der Krankenkassenbeiträge für Pflichtversicherte dem Koalitionsvertrag zwischen FDP und Union widerspräche. SPD-Fraktionsvorsitzender Frank-Walter Steinmeier warf Rösler Versagen vor und kommentierte: „Die Regierung startet mit einem grandiosen Wortbruch in die Sommerpause.“  Auch in den eigenen Reihen der Regierungsparteien wurde Kritik geäußert, so von den Ministerpräsidenten Stefan Mappus (CDU), Stanislaw Tillich (CDU) und Horst Seehofer (CSU).

### Die Gesundheitsreform 2015
Unter Bundesgesundheitsminister Hermann Gröhe (CDU) wurde mit Wirkung zum 1. Januar 2015 im Juli 2014 die Einführung des kassenindividuellen Zusatzbeitrags beschlossen. Der Krankenkassenbeitrag sank im Zuge dessen auf den Sockelbeitrag von 14,6 % ab. Diesen teilen sich Arbeitgeber und Arbeitnehmer zu je 50 %. Zusätzlich können die gesetzlichen Krankenkassen einen Zusatzbeitrag erheben. Anders als beim 2007 eingeführten Zusatzbeitrag wird dieser nicht als Pauschale, sondern prozentual abhängig vom Einkommen berechnet. Im Jahr 2015 lag er je nach Krankenkasse zwischen 0,0 % und 1,3 %. Der Zusatzbeitrag war zunächst allein vom Arbeitnehmer zu zahlen, seit 2019 beteiligen sich Arbeitgeber beziehungsweise Rentenversicherungsträger auch zur Hälfte an diesen kassenindividuellen Zusatzbeiträgen.

### Die Gesundheitsreform 2024
Am 17. Oktober 2024 verabschiedete der Bundestag das Krankenhausversorgungsverbesserungsgesetz (KHVVG). Am 22. November 2024 billigte auch der Bundesrat das Gesetzesvorhaben. Das Gesetz trat am 1. Januar 2025 in Kraft. Die Länder haben bis Ende 2026 Zeit, ihren Kliniken Leistungsgruppen zuzuweisen. Das Finanzsystem soll in den Jahren 2027 und 2028 schrittweise umgestellt werden, wobei dieser Prozess voraussichtlich 2029 abgeschlossen sein soll. Ziele der Reform sind eine stärkere Spezialisierung und Koordination zwischen den einzelnen Häusern sowie Reduzierung der Kosten durch Abbau der Überkapazitäten. Die Krankenhausreform soll auch die Finanzierung der Aus- und Weiterbildung der Ärzte in Abhängigkeit von Qualitätsindikatoren der Kliniken ändern.
2024 gab es etwa 1800 Krankenhäuser, in denen ein Drittel der Betten, etwa 145 000, wegen Personalmangels nicht belegt waren. Das vor 20 Jahren eingeführte Fallpauschalensystem wird geändert. Künftig werden 60 % der Kosten als Sockelbetrag für eine Grundausstattung mit Personal und Geräten vergütet. Den übrigen Finanzbedarf müssen die Krankenhäusern durch die einzelnen Behandlungen abdecken. Ein „Transformationsfonds“ soll von 2026 bis 2035 Investitionen bis zu 25 Milliarden Euro finanzieren, wobei die Länder sich in jeweils gleicher Höhe beteiligen sollen.
Diese Sockelbeträge werden allerdings nur für 65 Leistungsgruppen gewährt, welche für jedes Krankenhaus von den Bundesländern vorgegeben werden. Die Qualitätskriterien, die für diese Leistungsgruppen erfüllt sein müssen, legt der Bund für ganz Deutschland fest. Im ländlichen Raum können Standorte als „sektorenübergreifende Versorgungseinrichtungen“ definiert werden, die „wohnortnah“ stationäre Behandlung mit ambulanten und pflegerischen Leistungen verbinden.
Die Krankenhausbetreiber und die Bundesärztekammer betrachten das „Krankenhausversorgungsverbesserungsgesetz“ als minimalen Grundkonsens und verwiesen auf „noch zahlreiche Leerstellen, die in den nächsten Wochen und Monaten geschlossen werden müssen“. Es würden vermehrt Insolvenzen und Schließungen insbesondere kleinerer Kliniken, gerade in ländlichen Regionen drohen. Es gäbe außerdem zu viele Leistungsgruppen, für die jeweils enormer zusätzlicher Bürokratieaufwand entstehe.

## Wort des Jahres
1988 wählte die Gesellschaft für deutsche Sprache das Wort „Gesundheitsreform“ zum Wort des Jahres, 1996 war es einer der Kandidaten für das Unwort des Jahres.